# Gmina Sztokholm
Gmina Sztokholm (nieformalnie miasto Sztokholm; szw. Stockholms kommun lub Stockholms stad) – jedna z 290 gmin Szwecji. Siedzibą władz gminy (centralort) jest Sztokholm. 

## Geografia

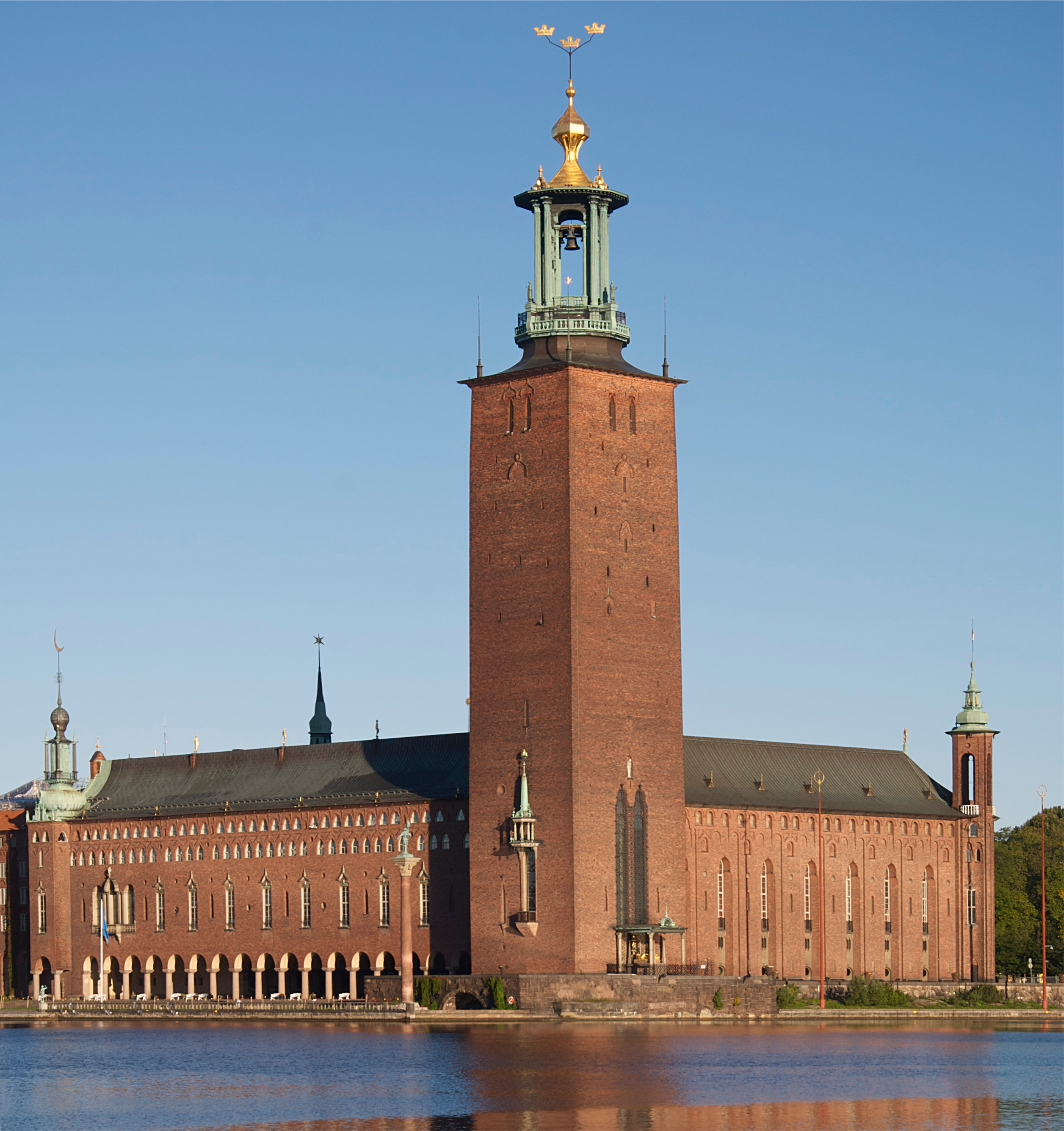
Ratusz miejski w Sztokholmie

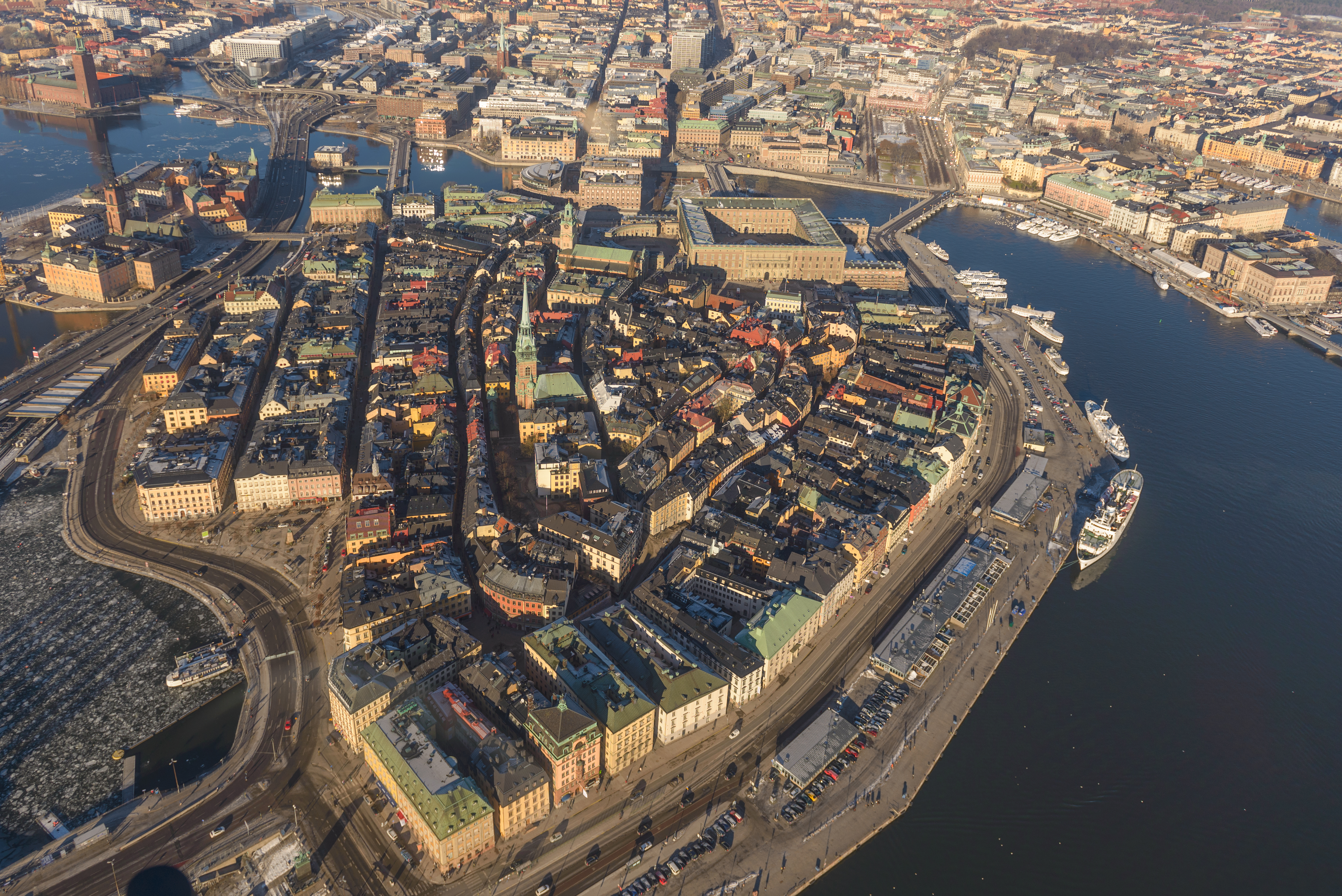
Widok na Gamla stan

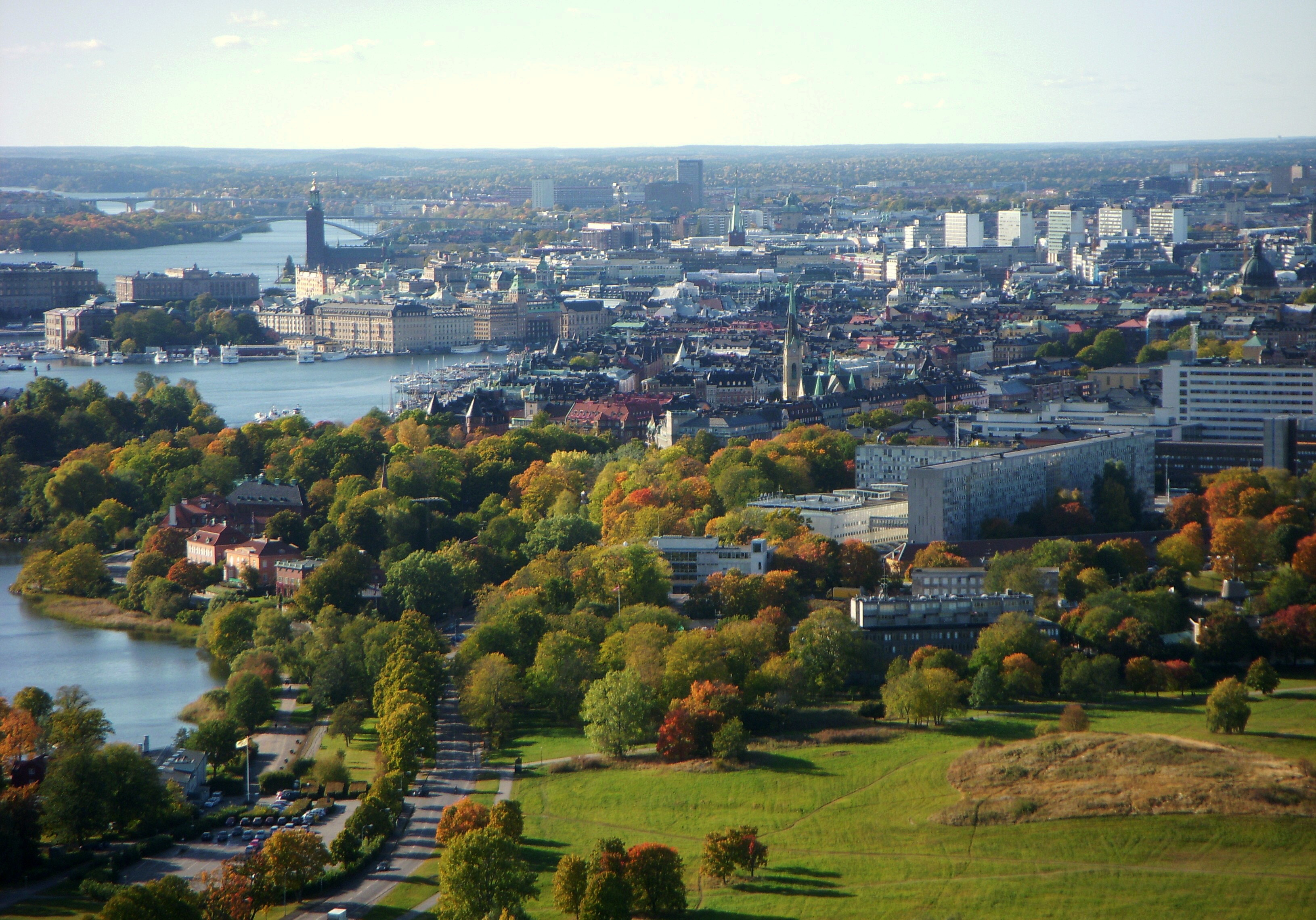
Widok z Kaknästornet w kierunku Östermalmu (2009)

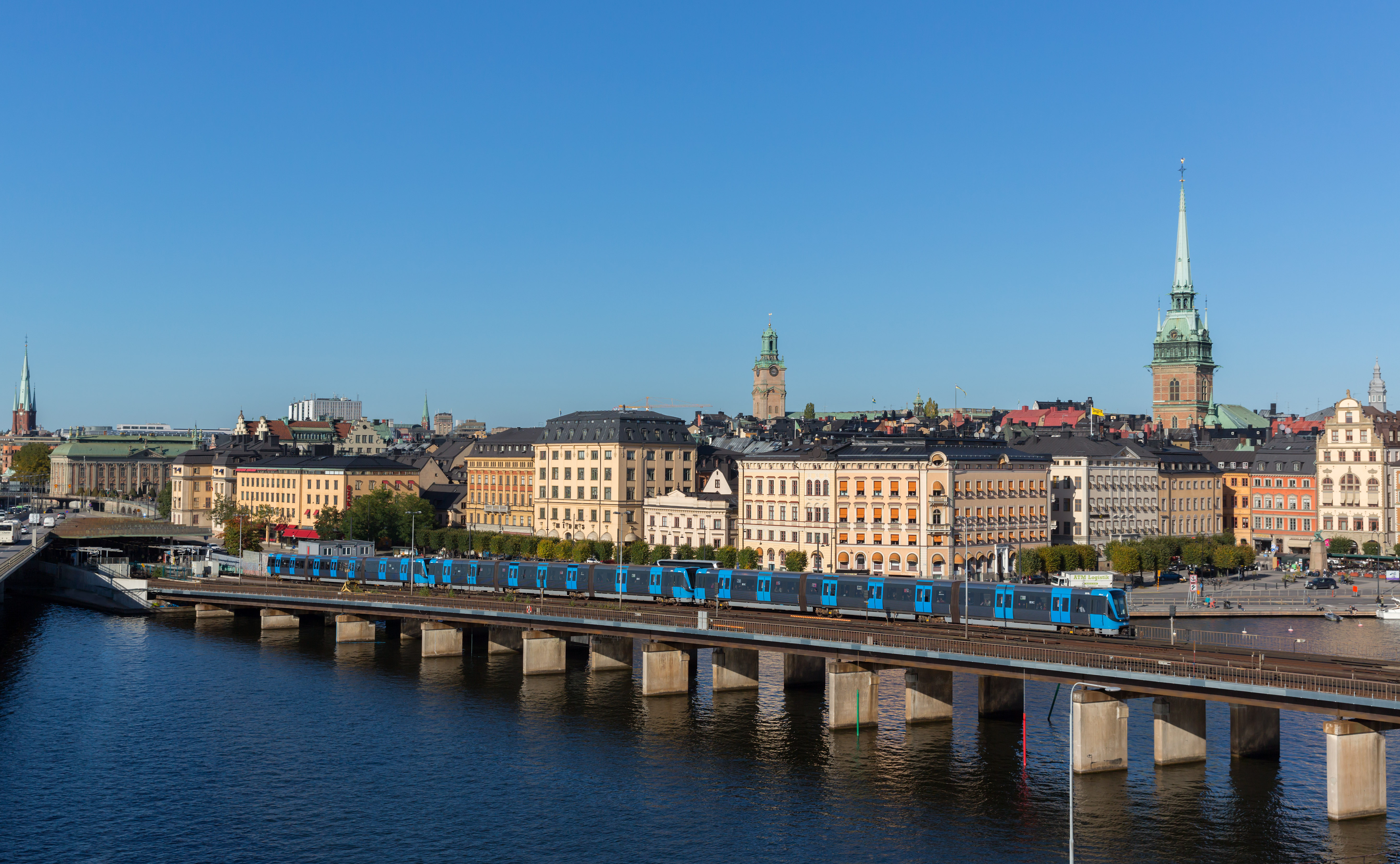
Pociąg metra sztokholmskiego na moście Söderströmsbron (na drugim planie Gamla stan)

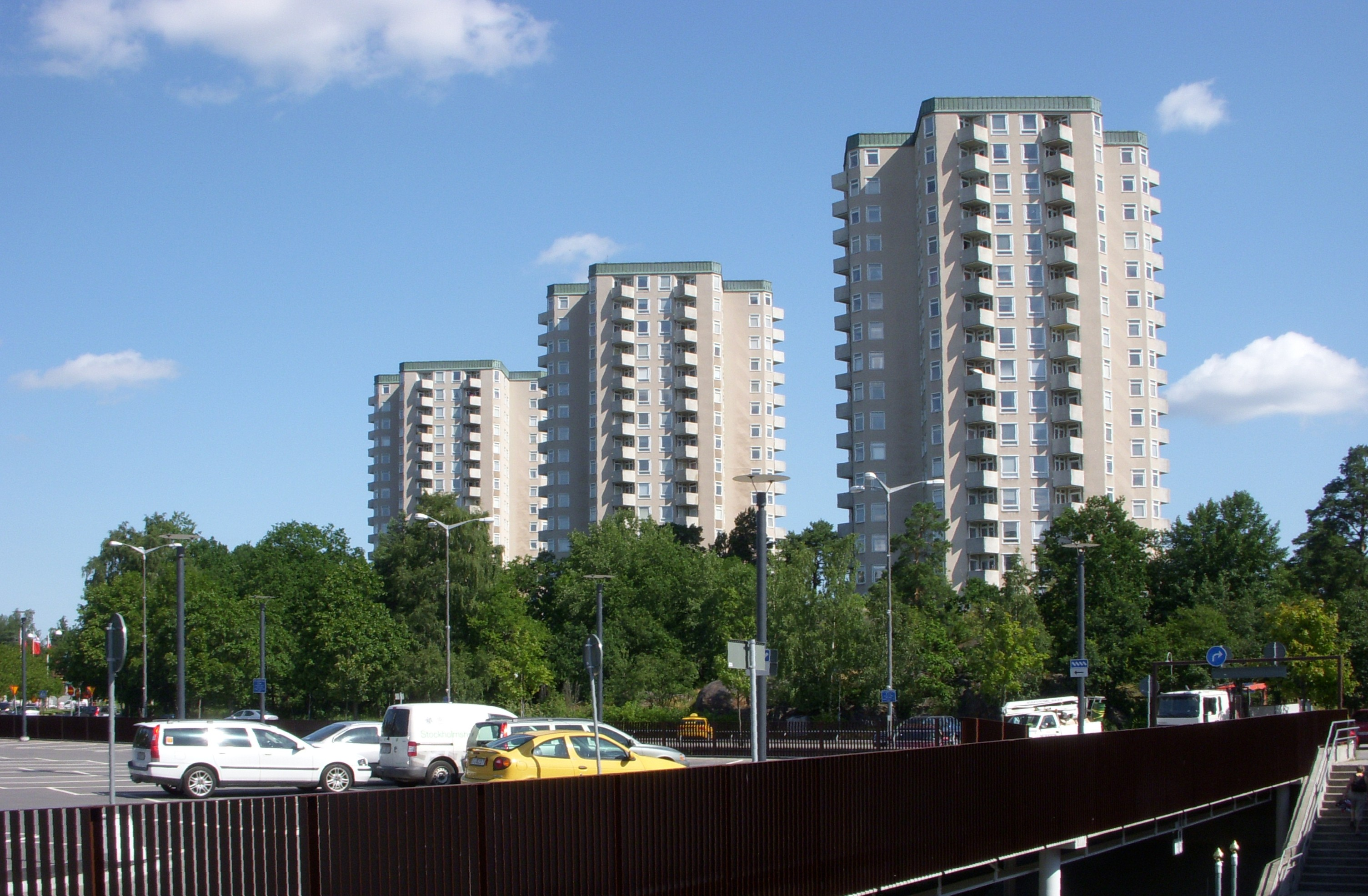
Fragment zabudowy dzielnicy Farsta

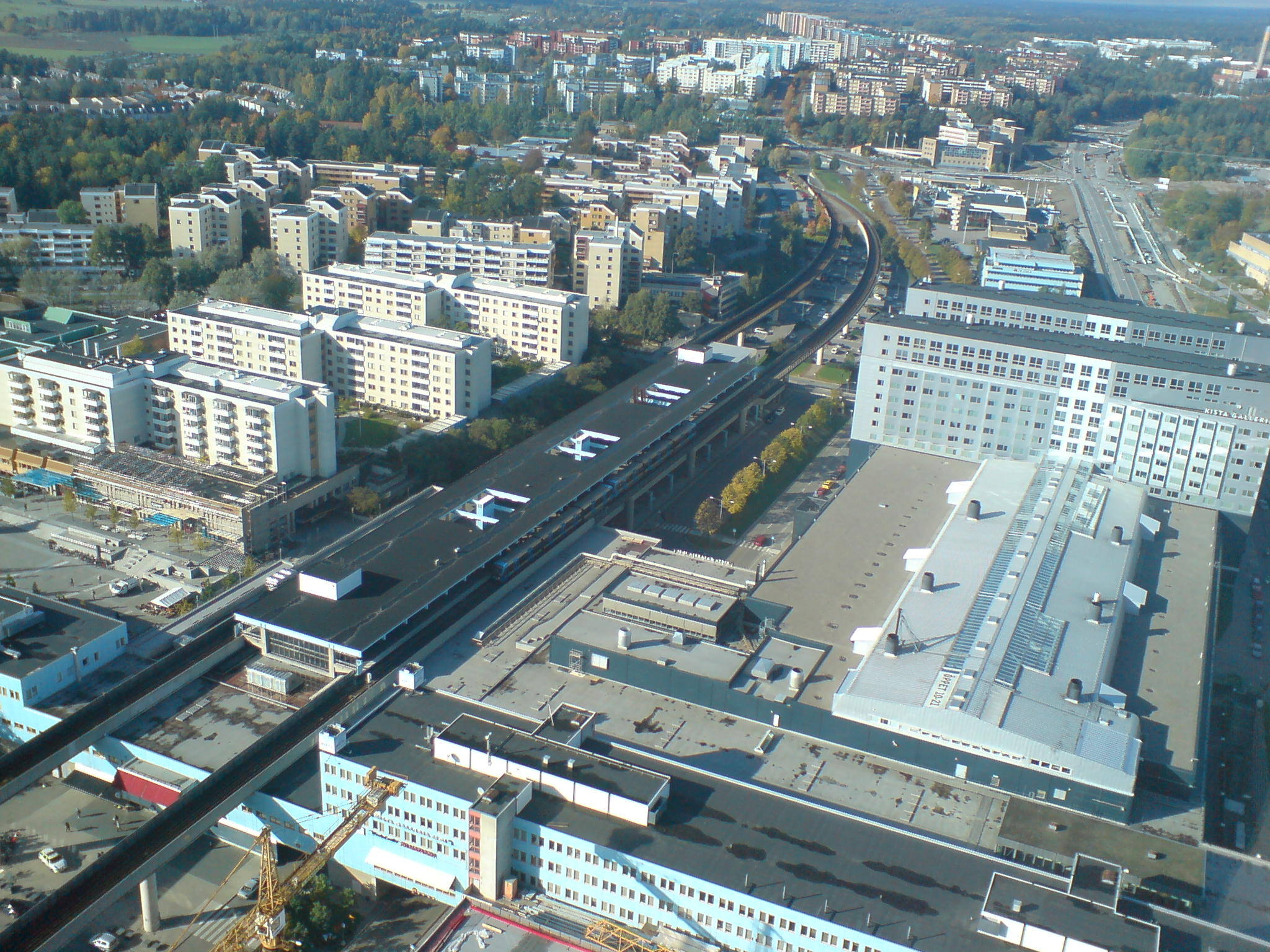
Widok na stację metra w Kista

Gmina Sztokholm jest położona w prowincjach historycznych (landskap) Uppland (część północna) i Södermanland (część południowa). W ujęciu statystycznym, według definicji Statistiska centralbyrån (SCB), większość zabudowy leży w obrębie tätortu Sztokholm. Na terenie gminy znajduje się także jeden småort – Geber, położony w granicach dzielnicy (stadsdel) Orhem. Sztokholm graniczy z gminami (w kolejności od kierunku północno-zachodniego):
- Järfälla
- Sollentuna
- Sundbyberg
- Solna
- Danderyd (przez Lilla Värtan)
- Lidingö (przez Lilla Värtan)
- Nacka
- Tyresö
- Huddinge

oraz od zachodu przez jezioro Melar z Ekerö.
Według definicji Statistiska centralbyrån (SCB) gmina zaliczana jest do obszaru metropolitalnego Sztokholmu (Stor-Stockholm; pol. „Wielki Sztokholm”).

### Powierzchnia
Gmina Sztokholm jest 252. pod względem powierzchni z 290 gmin Szwecji. Według danych pochodzących z 2015 r. całkowita powierzchnia gminy wynosi łącznie 207,33 km², z czego:
- 187,16 km² stanowi ląd
- 15,71 km² wody jeziora Melar
- 4,46 km² pozostałe wody śródlądowe.

Do gminy Sztokholm zalicza się także 7,27 km² obszaru morskiego.

### Demografia
31 grudnia 2014 r. gmina Sztokholm liczyła 911 989 mieszkańców (1. pod względem zaludnienia z 290 gmin Szwecji), gęstość zaludnienia wynosiła 4872,78 mieszkańców na km² lądu (2. pod względem gęstości zaludnienia z 290 gmin Szwecji).
Struktura demograficzna (31 grudnia 2014 ):
| Opis                              | Ogółem     | Ogółem     | Kobiety    | Kobiety    | Mężczyźni  | Mężczyźni  |
| --------------------------------- | ---------- | ---------- | ---------- | ---------- | ---------- | ---------- |
| jednostka                         | osób       | %          | osób       | %          | osób       | %          |
| populacja                         | 911 989    | 100        | 462 729    | 50,74      | 449 260    | 49,26      |
| powierzchnia                      | 207,33 km² | 207,33 km² | 207,33 km² | 207,33 km² | 207,33 km² | 207,33 km² |
| gęstość zaludnienia (mieszk./km²) | 4872,78    | 4872,78    |            |            |            |            |

## Podział administracyjny Sztokholmu
Gmina Sztokholm (Stockholms kommun; pojęcie tożsame z miastem Sztokholm – Stockholms stad) podzielone jest na szereg jednostek terytorialnych, pełniących funkcję administracyjne lub statystyczne.
Niezależnie od istniejącego podziału administracyjnego, m.in. w celach statystycznych, używa się pojęć Inre staden (lub Innerstaden; pol. „Śródmieście”) oraz Yttre staden (lub Ytterstaden), który dzieli się na dwa tzw. stadsområde (pol. „obszar miasta”): Västerort oraz Söderort. Obszary te podzielone są na dzielnice (stadsdel). Innerstaden obejmuje 21 dzielnic, Västerort 44 dzielnice i Söderort 52 dzielnice.
Wszystkie 117 dzielnic (stadsdel), które nie pełnią obecnie żadnych funkcji administracyjnych, dzieli się na łącznie 408 tzw. basområde, używanych m.in. w statystyce ludności. Basområde stanowią jednostkę pośrednią pomiędzy dzielnicą (stadsdel), a najmniejszą jednostką – kwartałem miasta (kvarter), obejmującą zazwyczaj kilka sąsiadujących ze sobą nieruchomości (fastighet).

### Dzielnice administracyjne (stadsdelsområde)
W wyniku reformy w 1997 r. utworzono 24 dzielnice administracyjne, nazwane stadsdelsområde i stanowiące pomocnicze jednostki administracyjne w ramach gminy Sztokholm. Grupują one po kilka mniejszych dzielnic (stadsdel) lub ich części i stanowią wobec nich jednostkę nadrzędną. W kolejnych latach ich liczba ulegała redukcji i od 1 stycznia 2007 r. gmina Sztokholm podzielona jest na 14 stadsdelsområde.
Każda dzielnica administracyjna (stadsdelsområde) zarządzana jest w ramach gminy Sztokholm przez radę dzielnicy (stadsdelsnämnd), w której zasiada 11 lub 13 stałych członków. Do zadań administracji poszczególnych dzielnic (stadsdelsförvaltning) należy obecnie m.in. nadzór nad przedszkolami i domami opieki, utrzymanie czystości w parkach, sprawy socjalne.
Dzielnice administracyjne (stadsdelsområde) Sztokholmu (31 grudnia 2014 r.):
| Dzielnica administracyjna (stadsdelsområde) | Liczba ludności | Powierzchnia (Obszar lądu w km²) | Gęstość zaludnienia (mk./km²) | Położenie             |
| ------------------------------------------- | --------------- | -------------------------------- | ----------------------------- | --------------------- |
| Södermalm                                   | 126 736         | 8,00                             | 15 842                        | Södermalm             |
| Enskede-Årsta-Vantör                        | 96 916          | 21,14                            | 4584                          | Enskede-Årsta-Vantör  |
| Hägersten-Liljeholmen                       | 83 283          | 13,08                            | 6367                          | Hägersten-Liljeholmen |
| Bromma                                      | 74 161          | 24,60                            | 3015                          | Bromma                |
| Hässelby-Vällingby                          | 71 042          | 19,60                            | 3625                          | Hässelby-Vällingby    |
| Östermalm                                   | 70 779          | 18,00                            | 3932                          | Östermalm             |
| Norrmalm                                    | 69 592          | 4,92                             | 14 148                        | Norrmalm              |
| Kungsholmen                                 | 68 016          | 4,85                             | 14 024                        | Kungsholmen           |
| Farsta                                      | 55 269          | 15,44                            | 3580                          | Farsta                |
| Rinkeby-Kista                               | 48 828          | 11,79                            | 4141                          | Rinkeby-Kista         |
| Skarpnäck                                   | 45 340          | 15,50                            | 2925                          | Skarpnäck             |
| Spånga-Tensta                               | 39 082          | 12,85                            | 3041                          | Spånga-Tensta         |
| Skärholmen                                  | 35 740          | 8,86                             | 4034                          | Skärholmen            |
| Älvsjö                                      | 27 205          | 9,11                             | 2986                          | Älvsjö                |
| Sztokholm                                   | 911 989         | 187,74                           | 4858                          |                       |